# 東京都の軍事遺跡一覧
東京都の軍事史跡一覧（とうきょうとのぐんじしせきいちらん）は、かつて東京都にあった軍事施設や史跡の一覧である。

## 大日本帝国海軍

### 司令部
- 海軍省・軍令部（現・中央合同庁舎第1号館及び中央合同庁舎第5号館）

海軍省と軍令部は同一の建物の中にあった。海軍省の長である海軍大臣の室は2階に、軍令部の長である軍令部総長の室は3階にあった。

### 教育機関
- 海軍大学校（築地→上大崎）
- 海軍兵学校（築地→広島県江田島（現・海上自衛隊幹部候補生学校））
- 海軍経理学校（中央区）
- 予備教育機関
  - 官立高等商船学校

### 研究所
- 海軍技術研究所（築地→目黒（現・防衛省目黒地区））

### 病院
- 東京海軍病院
- 海軍共済病院（現・東京共済病院（防衛省目黒地区周辺））
- 海軍軍医学校第二付属病院（現・国立病院機構東京医療センター（目黒区））

### その他の施設
- 水交社（現・メソニック39森ビル）

## 大日本帝国陸軍

### 司令部・官衙
- 大本営陸軍部：（現・防衛省市ヶ谷地区）
- 陸軍省：（現・憲政記念館⇒現・防衛省市ヶ谷地区）
- 陸軍参謀本部：（現・憲政記念館⇒現・防衛省市ヶ谷地区）
- 教育総監部：（現・北の丸公園⇒現・防衛省市ヶ谷地区）
- 航空総軍司令部：（現・防衛省市ヶ谷地区）
- 第一航空軍：（三宅坂⇒武蔵野市吉祥寺 現・成蹊大学本館）
- 第一総軍司令部：（現・防衛省市ヶ谷地区）
- 東部軍司令部 → 第12方面軍司令部：竹橋
- 東部軍管区司令部：有楽町（ 現・第一生命館）
- 憲兵司令部：（現・パレスホテル⇒現・東京法務局及び公安調査庁関東公安調査局）
- 東部憲兵隊司令部：（千代田区）
- 本郷連隊区司令部 → 浦和連隊区：
- 麻布連隊区司令部 → 東京連隊区：
- 東京師管区司令部：
- 東京防衛軍司令部：
- 高射第一師団司令部：上野（現・国立科学博物館本館）
- 陸軍気象部（陸軍通信学校跡）：（現・杉並区立馬橋公園.杉並区立馬橋小学校）
- 陸軍気象部（跡）：（現・）

### 司令部・師団.旅団
- 近衛師団司令部 → 近衛第二師団司令部：（現・東京国立近代美術館工芸館）
- 近衛第一師団司令部：（現・東京国立近代美術館工芸館）
  - 近衛第1旅団司令部 → 近衛混成旅団司令部：北ノ丸（現・北の丸公園）
  - 近衛第2旅団司令部 → 近衛歩兵団司令部→ 近衛第2歩兵団司令部：赤坂一ツ木（現・赤坂サカス）
- 第一師団司令部：青山南（現・青山公園.青葉公園）⇒満州移駐
  - 歩兵第1旅団司令部 → 第1歩兵団司令部：青山南（現・青山公園.青葉公園）⇒満州移駐
  - 歩兵第3旅団司令部：青山南（現・青山公園.青葉公園）⇒満州移駐
- 第61独立歩兵団司令部（ 第一師団司令部跡）：青山南（現・青山公園.青葉公園）⇒第61師団⇒中支移駐
- 野戦重砲兵第4旅団司令部 → 近衛砲兵団司令部：世田谷（現・世田谷区立三宿中学校）

### 連隊
- 近衛歩兵第1連隊：北ノ丸（現・北の丸公園）
- 近衛歩兵第2連隊：北ノ丸（現・北の丸公園）
- 近衛歩兵第3連隊：赤坂一ツ木（現・赤坂サカス）⇒赤坂一ツ木（現・東京ミッドタウン（防衛庁跡地）.港区立赤坂中学校.檜町公園）移駐（歩兵第1連隊跡）
- 近衛歩兵第4連隊：青山北（現・国学院高校.都立青山高校）⇒甲府移駐
- 近衛歩兵第5連隊：麻布竜土町（歩兵第3連隊）（東京大学生産技術研究所跡地）⇒佐倉移駐
- 近衛歩兵第6連隊（近衛歩兵第4連隊跡）：青山北（現・国学院高校.都立青山高校）
- 近衛歩兵第7連隊（歩兵第3連隊跡）：麻布竜土町（東京大学生産技術研究所跡地.青山公園）
- 近衛機関砲第1大隊
- 近衛騎兵連隊：戸山（現・戸山公園）
- 近衛捜索連隊（近衛師団装甲車訓練所（駒場）→捜索第1連隊跡）：大橋（現・筑波大学附属駒場高校）
- 近衛野砲兵第1連隊（野戦重砲兵第8聯隊跡）：世田谷（現・テンプル大学ジャパンキャンパス.都営下馬アパート.下馬図書館.世田谷下馬二郵便局）
- 近衛野砲兵第連隊 → 近衛野砲兵第2連隊：世田谷（現・都営下馬アパート）
- 近衛工兵第1連隊（工兵第1連隊跡）：岩淵（現・東京北医療センター）
- 近衛工兵連隊 → 近衛工兵第2連隊：岩淵（現・星美学園）
- 近衛輜重兵連隊 → 近衛輜重兵第2連隊：大橋（現・駒場東邦高校.警視庁第三方面本部.社会福祉法人愛隣会.白寿荘養護老人ホーム.のぞみ保育園）
- 歩兵第1連隊：赤坂一ツ木（現・東京ミッドタウン（防衛庁跡地）.港区立赤坂中学校.檜町公園）⇒満州移駐
- 歩兵第3連隊：麻布竜土町（東京大学生産技術研究所跡地.青山公園）⇒満州移駐
- 騎兵第1連隊 → 捜索第1連隊：大橋（現・筑波大学附属駒場高校）⇒満州移駐
- 野砲兵第1連隊 ：世田谷（現・テンプル大学ジャパンキャンパス.都営下馬アパート.下馬図書館.世田谷下馬二郵便局）⇒満州移駐
- 工兵第1連隊：岩淵（現・東京北医療センター）⇒満州移駐
- 輜重兵第1聯隊：大橋（現・都立駒場高校.警視庁第三機動隊.駒場幼稚園）⇒満州移駐
- 歩兵第101連隊（歩兵第1連隊地）：赤坂一ツ木（現・東京ミッドタウン（防衛庁跡地）.港区立赤坂中学校.檜町公園） ⇒赤坂一ツ木（現・赤坂サカス）（近衛歩兵第3連隊跡）⇒ 溝ノ口移駐
- 野戦重砲兵第8聯隊 ：世田谷（現・昭和女子大学）⇒
- 野戦重砲兵第25聯隊（野砲兵第1連隊跡） ：世田谷（現・テンプル大学ジャパンキャンパス.都営下馬アパート.下馬図書館.世田谷下馬二郵便局）⇒満州移駐
- 独立工兵第21連隊（工兵第1連隊跡）：岩淵（現・東京北医療センター）⇒
- 電信第1連隊（跡）：中野⇒相模原移駐
- 鉄道隊：中野⇒所沢⇒作草部移駐
- 気球隊：牛込⇒中野⇒津田沼⇒作草部移駐
- 東部軍自動車隊（陸軍自動車学校跡）：世田谷桜⇒千葉県習志野移駐
- 飛行第5連隊：各務原⇒立川⇒柏

### 教育機関
- 陸軍大学校：青山北（現・港区立青山中学校⇒山梨県甲府市）
- 陸軍士官学校：市ヶ谷台（現・防衛省市ヶ谷地区）⇒相模原（現・在日米軍キャンプ座間.陸上自衛隊座間駐屯地）
- 陸軍憲兵学校（跡）：中野（現・中野セントラルパーク）
- 陸軍中野学校（跡）：九段,愛国婦人会本部別棟⇒中野（現・中野セントラルパーク）⇒群馬県富岡町
- 陸軍予科士官学校：市ヶ谷台（現・防衛省市ヶ谷地区）⇒朝霞（現・陸上自衛隊朝霞駐屯地）
- 陸軍幼年学校：（大阪⇒東京⇒各地）
- 陸軍軍医学校：牛込若松町（現・厚生労働省戸山研究庁舎.新宿区立障害者福祉センター.戸山サンライズ（全国障害者総合福祉センター）
- 陸軍獣医学校：世田谷代沢（現・世田谷区立富士中学校.駒場学園高校.下代田児童遊園）
- 陸軍経理学校：（麹町⇒牛込河田町⇒）小平 （現・陸上自衛隊小平駐屯地,関東管区警察学校など）
- 陸軍戸山学校：戸山（現・戸山公園）
- 陸軍乗馬学校：麹町⇒大橋⇒千葉県習志野
- 陸軍機甲整備学校（輜重兵第1連隊跡）：世田谷桜（現・東京農業大学）⇒相模原
- 陸軍輜重兵学校（元・陸軍自動車学校）：大橋（現・都立駒場高校.警視庁第三機動隊.駒場幼稚園）
- 陸軍通信学校：杉並（現・杉並区立馬橋公園.杉並区立馬橋小学校） ⇒相模原 移駐
- 陸軍少年通信兵学校：村山（現・東村山市立第一中学校.東村山市立南台小学校.明治学院東村山高校.明法高校.日体桜華女子高校）
- 東京陸軍航空学校（飛行第5連隊射爆場跡地跡）→東京陸軍少年飛行兵学校：武蔵村山（現・村山団地）
- 陸軍航空技術学校：所沢⇒立川
- 立川陸軍航空整備学校→立川教導航空整備師団：立川（現・立川飛行場）

### 各廠
- 工廠
  - 　東京砲兵工廠跡：（文京区小石川後楽園周辺）⇒陸軍造兵廠東京工廠
  - 　東京第一陸軍造兵廠跡：（現・陸上自衛隊十条駐屯地周辺）
  - 　東京第二陸軍造兵廠：（現・東京家政大学周辺）
  - 　東京第一・二陸軍造兵廠軍用鉄道（北区周辺）
- 被服廠
  - 　陸軍被服本廠：（現・赤羽台団地周辺）
  - 　陸軍被服廠分廠：（現・朝霞市役所.青葉台公園周辺、キャンプ・ドレイク）
- 補給廠
  - 　東京陸軍兵器補給廠：（現・北区西が丘周辺）
  - 　陸軍兵器補給廠小平分廠：（現・小平市小川東町 ブリヂストン東京工場）
- 陸軍衛生材料廠：用賀（現・自衛隊用賀駐屯地）
- 陸軍獣医資材本廠：立川栄町（現・自衛隊東立川駐屯地）
- 陸軍燃料廠：（現・自衛隊府中基地）
- 陸軍航空工廠：立川（現・あきしま相互病院.国際法務総合センター.法務省矯正研修所.東日本成人矯正医療センター.昭和記念公園）
- 立川陸軍航空廠：立川（現・昭和記念公園）

### 研究所など
- 陸軍航空技術研究所：立川（現・昭和記念公園）
  - 荻窪出張所：杉並区宿町
  - 大森出張所：大森
  - 砂川出張所：大和村
  - 調布出張所：調布
- 陸軍飛行実験部→陸軍航空審査部：立川（現・昭和記念公園）⇒福生

### 演習場
- 日比谷練兵場：（現・日比谷公園、法務省、裁判所、農水省、厚労省等）
- 青山練兵場：（現・明治神宮外苑）
- 代々木練兵場：（現・代々木公園）
- 駒沢練兵場：（現・三宿駐屯地.世田谷公園.自衛隊中央病院周辺）
- 駒場練兵場：（現・）

### 飛行場
- 立川陸軍飛行場：（現・立川飛行場、国営昭和記念公園）
- 多摩陸軍飛行場（通称福生飛行場）：（現・横田飛行場）
- 東京調布飛行場：（現・東京都調布飛行場）
- 成増陸軍飛行場：光が丘（元・グラントハイツ：現・光が丘公園.IMA.清掃工場.警察署.消防署.区民センター.郵便局.TEPCO.光丘高校田柄高校.光が丘第2中学校.第3中学校.光が丘春の風小学校.夏の雲小学校.秋の陽小学校.光が丘第8小学校.板橋区立赤塚新町小学校.赤塚新町公園  周辺）

### 要塞・陣地など
- 大本営地下壕（現・防衛省市ヶ谷地区）
- 近衛機関砲第一大隊陣地（千代田区）
- 東京湾要塞

### 病院
- 臨時東京第一陸軍病院：牛込（現・国立国際医療センター）
- 東京第二陸軍病院：世田谷区太子堂（元・国立小児病院：現・グランドヒルズ三軒茶屋ヒルトップガーデン、Brillia ist 三軒茶屋 アイビーテラス）
- 東京第四陸軍病院：世田谷区大蔵（現・国立成育医療センター）
- 陸軍航空部隊附属医療機関 →立川陸軍病院 ：立川曙町（現・独立行政法人国立病院機構災害医療センター
- 村山陸軍病院：村山 （現・独立行政法人国立病院機構村山医療センター）
- 東京第二陸軍共済病院：立川錦町（現・国家公務員共済組合連合会立川病院）

### その他の施設
- 偕行社：九段（現・東京理科大学）
- 軍人会館：九段（現・九段会館）
- 東京陸軍刑務所：渋谷（現・NHK放送センター、渋谷区役所旧庁舎、東京法務局渋谷出張所、渋谷公会堂）
- 憲兵司令部竹平下士官宿舎：九段（現・千代田区役所（九段第3合同庁舎））

## その他
- 愛国婦人会本部（千代田区）